# نووترویتسکایا (باشقیرستان)
نووترویتسکایا (انگلیسی: Novotroitskaya, Republic of Bashkortostan) یک شهرک در شهرستان کویورگازینسکی جمهوری باشقیرستان در کشور روسیه است.